# Roberto Ochoa
Carlos Roberto Ochoa Herrera (San Ildefonso Ixtahuacán; 17 de abril de 1945-Ciudad de Guatemala; 13 de abril de 2024) fue un futbolista guatemalteco que jugaba como defensa. Jugó toda su carrera con Aurora, desde 1964 hasta 1974, ganando varios títulos.

## Selección nacional
Fue titular y campeón con Guatemala en el Campeonato de Naciones de la Concacaf de 1967. Estuvo en dos ediciones más del torneo, pero no jugó ningún partido.

### Participaciones en Campeonatos Concacaf
| Copa                                          | Sede       | Resultado     | Part. | Goles |
| --------------------------------------------- | ---------- | ------------- | ----- | ----- |
| Campeonato de Naciones de la Concacaf de 1967 | Honduras   | Campeón       | 5     | 0     |
| Campeonato de Naciones de la Concacaf de 1969 | Costa Rica | Subcampeón    | 0     | 0     |
| Campeonato de Naciones de la Concacaf de 1973 | Haití      | Quinto puesto | 0     | 0     |

## Palmarés

### Títulos nacionales
| Título                    | Equipo | País      | Año     |
| ------------------------- | ------ | --------- | ------- |
| Liga Nacional             | Aurora | Guatemala | 1964    |
| Liga Nacional             | Aurora | Guatemala | 1966    |
| Liga Nacional             | Aurora | Guatemala | 1967-68 |
| Copa Nacional             | Aurora | Guatemala | 1967-68 |
| Copa Campeón de Campeones | Aurora | Guatemala | 1968    |
| Copa Nacional             | Aurora | Guatemala | 1968-69 |

### Títulos internacionales
| Título                                | Equipo    | Sede     | Año  |
| ------------------------------------- | --------- | -------- | ---- |
| Campeonato de Naciones de la Concacaf | Guatemala | Honduras | 1967 |